# Alexander Xaver Gwerder
Alexander Xaver Gwerder (* 11. März 1923 als Alexander Josef Gwerder in Thalwil, Kanton Zürich; † 14. September 1952 in Arles, Frankreich) war ein Schweizer Schriftsteller.

## Leben
Alexander Xaver Gwerder entstammte einer Arbeiterfamilie. Nach dem Besuch von Primar- und Sekundarschulen in Wädenswil und Rüschlikon machte er von 1938 bis 1942 eine Ausbildung zum Drucker. Anschliessend absolvierte er die Rekrutenschule und den Aktivdienst, der für ihn zur traumatischen Erfahrung wurde. 1944 heiratete er die gleichaltrige Sekretärin Gertrud Wälti und zog mit ihr nach Riehen. 1947 zog das Ehepaar mit den Kindern Urban und Heidi nach Zürich, wo Gwerder als Offset-Kopist arbeitete.
Gwerder hatte bereits als Sechzehnjähriger begonnen, Gedichte zu schreiben; in diese Zeit fällt auch eine bizarre Phase der Hitlerbewunderung. Ab 1949 erschienen Gedichte Gwerders in der Zürcher Zeitung Die Tat, deren Chefredaktor Erwin Jaeckle zu seinen Förderern gehörte. Gwerders vehemente Ablehnung der Militärdienstpflicht, der er sich zu entziehen versuchte, gipfelte 1951 in einer polemischen Korrespondenz mit dem Leiter des Eidgenössischen Militärdepartements. Gwerder wurde daraufhin seinerseits 1952 in der Zürcher Woche scharf angegriffen. Er reagierte mit starken Selbstzweifeln, geriet in eine psychische Krise und erkrankte zudem an Gelbsucht. Im August 1952 lud ihn Erica Maria Dürrenberger zu sich nach Reigoldswil ein und Gwerder verliebte sich in deren neunzehnjährigen Tochter Salomé Dürrenberger. Mit ihr reiste Gwerder auf den Spuren des von ihm verehrten Vincent van Gogh nach Arles in der Absicht, sich dort gemeinsam umzubringen. Beim Versuch des Doppelsuizids fand Gwerder den Tod; seine Geliebte überlebte.
Gwerder verfasste Lyrik und Prosa; wesentliche Teile davon sind erst postum im Arche Verlag erschienen. Sein dichterisches Werk, in dem Einflüsse von Gottfried Benn und Rainer Maria Rilke erkennbar sind, ist Ausdruck eines rebellischen Charakters und geprägt von einer bilderreichen, rhythmischen Sprache, die zunehmend ins Saloppe und Zynische abgleitet. Gwerders Hauptthemen sind die Kritik an Bürgertum und Militär sowie die Absolutsetzung des Einzelnen. Da er mit dieser Haltung zu Lebzeiten – auch und gerade in der Schweizer Literatur – ein Aussenseiter blieb, endete sein Schreiben in Melancholie und Resignation. Nur langsam und vollends erst seit der Veröffentlichung seines Gesamtwerkes im Limmat Verlag 1998 wurde Gwerder die gebührende Anerkennung seitens der literarischen Öffentlichkeit zuteil.

## Werke
- Die Begegnung. Drei Gedichte mit fünf Holz- und Linolschnitten von Rudolf Scharpf. K. F. Ertel, Landau 1951. (2. Jg., 4. Folge der Reihe signaturen. blätter für grafik und dichtung.)
- Monologe. Zürich 1951.
- Blauer Eisenhut. Gedichte. Magnus, Zürich 1951.
- Dämmerklee. Nachgelassene Gedichte. Hg. v. Trudy Federli-Gwerder und Hans Rudolf Hilty. Arche, Zürich 1955.
- Möglich, daß es gewittern wird. Nachgelassene Prosa, mit vier Holzschnitten von Rudolf Scharpf. Arche, Zürich 1957.
- Land über Dächer. Nachgelassene Gedichte. Mit einem Beitrag von Karl Krolow. Arche, Zürich 1959.
- Maschenriß. Gespräch am Kaffeehaustisch. Arche, Zürich 1969.
- Wenn ich nur wüßte, wer immer so schreit. Gesänge gegen die Masse. Orte, Zürich 1978.
- Wäldertraum. Ausgewählte Gedichte. Limmat, Zürich 1991.
- Gesammelte Werke und ausgewählte Briefe. Hrsg. v. Roger Perret. 3 Bde. Limmat, Zürich 1998:
  - Band 1: Nach Mitternacht. Lyrik.
  - Band 2: Brief aus dem Packeis. Prosa und Briefe.
  - Band 3: Dreizehn Meter über der Straße. Dokumente zu Leben und Werk; Kommentar.

## Vertonungen
- Heinz Holliger: Kleine Kantate nach Gedichten von Alexander Xaver Gwerder (1961) für Flöte, Violine, Viola, Violoncello und Harfe
- Mischa Käser: Drei Chorstücke nach Texten von A. X. Gwerder (1990) für zwei gemischte Chöre und Solosopran